# 빵굼터
빵굼터(BBang Goom Teo)는 대한민국의 베이커리 프랜차이즈 브랜드이다. 매장에서 빵, 케이크, 음료, 잼, 화과자 등을 판매한다. 김서중 빵굼터 대표가 1995년 5월 1호점을 개장하였고, 1998년 6월 50호점, 2000년 5월 80호점을 개장하였다. 2002년 12월에 서울 신림동 본점을 개점하였다.

## 같이 보기
- 파리바게뜨
- 크라운베이커리
- 신라명과
- 뚜레쥬르